# جائزة التشيك الكبرى للدراجات النارية 2003
جائزة التشيك الكبرى للدراجات النارية 2003 هو سباق دراجات نارية أقيم بتاريخ 17 أغسطس 2003 في حلبة برنو. كان الجولة العاشرة من أصل 16 في سباق الجائزة الكبرى للدراجات النارية موسم 2003. فاز فالنتينو روسي بفئة الموتو جي بي بينما جاء سيت جيبيرنو في المركز الثاني وحصل على المركز الثالث تروي بايليس.

## وصلات خارجية
- الموقع الرسمي